# 戦国無双
『戦国無双』（せんごくむそう）は、 2004年2月11日にコーエーより発売されたアクションゲーム。戦国無双シリーズの第1作であると同時に、コーエー25周年記念作品でもある。海外でのタイトルは『Samurai Warriors』。単に「初代戦国無双」とも呼ばれる。
キャッチコピーは「敵を貫く、鋼の信念。これぞ戦国の一騎当千!」。
2004年7月29日には、Xbox版『戦国無双』が発売されており、シリーズ唯一のXbox版となった。また、2004年9月16日には内容強化版である『戦国無双 猛将伝』
が発売された。
戦国時代前期を題材とした本作において、エディット武将は最初に今川軍に所属し、義元の死後武田軍の一員として活躍する。その後長篠の戦いでの敗戦後、徳川軍に所属することになる。終盤、上田城の戦いにおいて大坂夏の陣で豊臣方・徳川方のどちらに味方するかの分岐が生じ、それによってエンディングも異なるものになる（ただし、どちらのエンディングもムービーを用いたものではない）。

## キャラクター
真田幸村、前田慶次、織田信長、明智光秀、石川五右衛門、上杉謙信、お市、阿国、くのいち、雑賀孫市、武田信玄、伊達政宗、濃姫、服部半蔵、森蘭丸がPCとして登場。特殊NPCとして羽柴秀吉、徳川家康、浅井長政、今川義元、本願寺顕如も登場している。なお、通常キャラクター選択時の枠は青色で表示されるが、稀に登場する「ラッキー武将」は緑色で表示され、それを選ぶと質の良い武器やアイテムを獲得し易くなる。
- 「新武将」モードでのエディットによりオリジナルの武将を作成できる（武器の右に書いてある漢字は、左側が無双奥義、右側が無双秘奥義を発動した時に表示される字で男女により異なる）。
  - 声：緑川光、前田愛
  - 武器：刀（男 極 魁、女 疾 彩）・槍（男 砕 鋭、女 華 裂）・薙刀（男 破 絶、女 綺 聖）（エディットにより異なる）
  - 受けさせる修行とその結果、および最終的な仕官先によって成長タイプやパラメータ、得意属性が異なる。条件を満たすと間接攻撃武器を鉄砲にすることが可能。モーションは汎用武将のものが元になっている。

## 開発
本作は『真・三國無双』の評判を受け、その戦国時代版ということで作られた。
一方、キャラクターの選定は物語性というより一騎当千の活躍ができそうか否かというところが基準にあり、うち真田幸村は『真・三國無双』の趙雲のような立場で、知名度がありかつ一騎当千の活躍を見せてくれる数少ない存在ということで選ばれた。この人選についてディレクターを務めた鯉沼久史は2021年のインタビューの中で、戦国時代のファンから幸村本人ではなく父親の真田昌幸を出すべきだと言われたと明かしている。

## 主題歌
- BoA『Be the one』

## 戦国無双 猛将伝
『戦国無双 猛将伝』（せんごくむそう もうしょうでん）は、 2004年9月16日にコーエーより発売されたアクションゲーム。
キャッチコピーは「猛き戦国、再び!」。
『戦国無双』の拡張版。『戦国無双』と連動させることで戦国無双の物語やステージをプレイすることが出来る。
新キャラクター
特にプレイヤー武将として参戦のリクエストが高かった羽柴秀吉と今川義元がPCに昇格、また新キャラクターとして本多忠勝、稲姫が参戦。本多忠勝もオリジナルでNPCとして登場はしていたが、一般武将の扱いでありキャラクターグラフィック等も汎用のものが使用されていた。
新登場ステージ
小牧・長久手の戦い
金ヶ崎の戦い
雑賀攻め
仕合モード
新たに「決闘」「相撲」「死守」の三つのステージが追加。

## 反響

### 戦国無双に対する反響
本作は無双シリーズとしては初めて日本の戦国時代を題材としたことから前評判が高く、発売から1週間で販売本数100万部を突破するほどの売れ行きを見せた。